# Lingtsang Gyalpo
Lingtsang Gyalpo (Wangchen Tenzin) (? - ca. 1942) was een Tibetaans koning van het koninkrijk Ling en tertön uit de nyingmatraditie van het Tibetaans boeddhisme.
Als tertön kreeg hij bekendheid vanwege zijn openbaring van de lang leven-praktijk van Amitabha, dat bekendstaat als tséyum tsendali. Hij was een leerling van Jamyang Khyentse Wangpo en Dzongsar Khyentse Chökyi Lodrö. Na zijn dood ging zijn titel over naar zijn zoon Phuntsok Gelek Rabten.